# This Diamond Ring
This Diamond Ring è un brano musicale composto da Al Kooper, Bob Brass e Irwin Levine. Fu inizialmente inciso nel 1964 da Sammy Ambrose su etichetta Musicor (n. catalogo 1061), e successivamente da Gary Lewis and the Playboys su Liberty Records (n. catalogo 55756). La versione di Lewis, pubblicata nel 1965 su singolo (B-side Hard to Find), entrò per prima in classifica negli Stati Uniti debuttando alla posizione numero 101 della Billboard Hot 200 il 2 gennaio 1965. Entrambe le versioni erano in classifica il 9 gennaio, Lewis ancora alla posizione 101 mentre Ambrose alla 117. Quindi, la versione di Ambrose uscì di classifica, ma quella di Lewis salì al numero 65 nella Billboard Hot 100 la settimana seguente (16 gennaio) e continuò a scalare posizioni fino a raggiungere la vetta della classifica il 20 febbraio 1965.

## Altre versioni
- Alvin and the Chipmunks reinterpretarono la canzone per il loro album del 1965 Chipmunks à Go-Go.
- Billy Fury incise la sua versione del brano che venne inclusa nell'album 14 del 1965, conosciuto anche come  The Lord's Taverners Charity Album.[2]